# 37 mm kanón P.U.V. vz. 37
A 37 mm kanón P.U.V. vz. 37 egy páncéltörő löveg volt, melyet a Škoda gyártott, majd pedig a második világháborúban vetettek be. Eredetileg a cseh hadseregnek tervezték, néhányat Jugoszláviának is adtak el. Egy bizonyos mennyiség a németek kezére került, miután 1939-ben megszállták Csehszlovákiát, a német jelölése a 3,7 cm PaK 37(t) lett. A jugoszlávoktól szerzett példányok megjelölése a 3,7 cm PaK 156(j) volt. Szlovákia 158 darabot kapott, miután 1939 márciusában kikiálltotta függetlenségét Csehszlovákiától.
A lövegnek egy kicsi lövegpajzsa és faküllős kerekei voltak, habár néhányat felszereltek gumiabroncsos kerekekkel is.

## Fordítás
- Ez a szócikk részben vagy egészben  a(z)   37 mm kanon P.U.V. vz. 37 című angol Wikipédia-szócikk ezen változatának fordításán alapul.  Az eredeti cikk szerkesztőit annak laptörténete sorolja fel. Ez a jelzés csupán a megfogalmazás eredetét és a szerzői jogokat jelzi, nem szolgál a cikkben szereplő információk forrásmegjelöléseként.